# Manchester United F.C. mùa bóng 1967–68
Mùa giải 1967-68 là mùa giải lần thứ 65 của Manchester United ở The Football League và mùa giải thứ 23 liên tiếp của đội bóng ở Giải hạng nhất Anh cũng là một trong những mùa giải thành công nhất trong lịch sử câu lạc bộ bóng đá Manchester United, khi đánh bại đối thủ Benfica với tỷ số 4–1 trong trận chung kết European Cup của mùa giải 1967-68 và trở thành câu lạc bộ bóng đá Anh vô địch cúp Châu âu lần đầu tiên. Đội bóng được dẫn dắt bởi Huấn luyện viên ngài Matt Busby. Mặc dù thành công ở Cúp châu Âu nhưng United kết thúc vị trí thứ hai trong giải hạng nhất, khi kém hai điểm so với đối thủ cùng thành phố Manchester City sau khi để thua Sunderland trong trận đấu cuối cùng của mùa giải.
Mùa giải 1967-1968 là một mùa giải đột phá của tiền vệ tấn công George Best, ông đứng đầu danh sách ghi bàn với 28 bàn thắng ở giải Hạng nhất Anh và 32 bàn trên tất cả các giải đấu. Cuối mùa bóng, George Best đoạt cú đúp giải thưởng cá nhân đó là: Quả bóng vàng châu Âu và Cầu thủ xuất sắc nhất năm của FWA. Bốn cầu thủ khác ghi được bàn thắng với hai chữ số trong suốt mùa giải: Bobby Charlton (20), Brian Kidd (17), Denis Law (11) và John Aston, Jr. (10).

## FA Charity Shield
Ngày 12 tháng 8 năm 1967, United và Tottenham Hotspur khởi đầu mùa giải khi tranh Siêu cúp Anh tại Old Trafford. Bobby Charlton ghi được hai bàn thắng cho United và Denis Law ghi bàn thứ ba trong trận đấu này. Trận đấu kết thúc với tỷ số hòa 3-3  đồng nghĩa với việc cả hai câu lạc bộ cùng đoạt Cúp.
| Thời gian        | Đối thủ           | H/A | Tỷ số Bt-Bb | Cầu thủ ghi bàn   | Số lượng khán giả |
| ---------------- | ----------------- | --- | ----------- | ----------------- | ----------------- |
| 12 tháng 8, 1967 | Tottenham Hotspur | H   | 3 – 3       | Charlton (2), Law | 54,106            |

## Hạng nhất Anh
| Thời gian            | Đối thủ                 | H/A | Tỷ số Bt-Bb | Cầu thủ ghi bàn            | Số lượng khán giả |
| -------------------- | ----------------------- | --- | ----------- | -------------------------- | ----------------- |
| 19 tháng 8 năm 1967  | Everton                 | A   | 1 – 3       | Charlton                   | 61,452            |
| 23 tháng 8 năm 1967  | Leeds United            | H   | 1 – 0       | Charlton                   | 53,016            |
| 26 tháng 8 năm 1967  | Leicester City          | H   | 1 – 1       | Foulkes                    | 51,256            |
| 2 tháng 9 năm 1967   | West Ham United         | A   | 3 – 1       | Kidd, Ryan, Charlton       | 36,562            |
| 6 tháng 9 năm 1967   | Sunderland              | A   | 1 – 1       | Kidd                       | 51,527            |
| 9 tháng 9 năm 1967   | Burnley                 | H   | 2 – 2       | Burns, Crerand             | 55,809            |
| 16 tháng 9 năm 1967  | Sheffield Wednesday     | A   | 1 – 1       | Best                       | 47,274            |
| 23 tháng 9 năm 1967  | Tottenham Hotspur       | H   | 3 – 1       | Best (2), Law              | 58,779            |
| 30 tháng 9 năm 1967  | Manchester City         | A   | 2 – 1       | Charlton (2)               | 62,942            |
| 7 tháng 10 năm 1967  | Arsenal                 | H   | 1 – 0       | Aston                      | 60,197            |
| 14 tháng 10 năm 1967 | Sheffield United        | A   | 3 – 0       | Aston, Kidd, Law           | 29,170            |
| 25 tháng 10 năm 1967 | Coventry City           | H   | 4 – 0       | Aston (2), Best, Charlton  | 54,253            |
| 28 tháng 10 năm 1967 | Nottingham Forest       | A   | 1 – 3       | Best                       | 49,946            |
| 4 tháng 11 năm 1967  | Stoke City              | H   | 1 – 0       | Charlton                   | 51,041            |
| 8 tháng 11 năm 1967  | Leeds United            | A   | 0 – 1       |                            | 43,999            |
| 11 tháng 11 năm 1967 | Liverpool               | A   | 2 – 0       | Best (2)                   | 54,515            |
| 18 tháng 11 năm 1967 | Southampton             | H   | 3 – 2       | Aston, Charlton, Kidd      | 48,732            |
| 25 tháng 11 năm 1967 | Chelsea                 | A   | 1 – 1       | Kidd                       | 54,712            |
| 2 tháng 12 năm 1967  | West Bromwich Albion    | H   | 2 – 1       | Best (2)                   | 52,568            |
| 9 tháng 12 năm 1967  | Newcastle United        | A   | 2 – 2       | Dunne, Kidd                | 48,639            |
| 16 tháng 12 năm 1967 | Everton                 | H   | 3 – 1       | Aston, Law, Sadler         | 60,736            |
| 23 tháng 12 năm 1967 | Leicester City          | A   | 2 – 2       | Charlton, Law              | 40,104            |
| 26 tháng 12 năm 1967 | Wolverhampton Wanderers | H   | 4 – 0       | Best (2), Charlton, Kidd   | 63,450            |
| 30 tháng 12 năm 1967 | Wolverhampton Wanderers | A   | 3 – 2       | Aston, Charlton, Kidd      | 53,940            |
| 6 tháng 1 năm 1968   | West Ham United         | H   | 3 – 1       | Aston, Best, Charlton      | 54,468            |
| 20 tháng 1 năm 1968  | Sheffield Wednesday     | H   | 4 – 2       | Best (2), Charlton, Kidd   | 55,254            |
| 3 tháng 2 năm 1968   | Tottenham Hotspur       | A   | 2 – 1       | Best, Charlton             | 57,790            |
| 17 tháng 2 năm 1968  | Burnley                 | A   | 1 – 2       | Best                       | 31,965            |
| 24 tháng 2 năm 1968  | Arsenal                 | H   | 2 – 0       | Best                       | 46,417            |
| 2 tháng 3 năm 1968   | Chelsea                 | H   | 1 – 3       | Kidd                       | 62,978            |
| 16 tháng 3 năm 1968  | Coventry City           | A   | 0 – 2       |                            | 47,110            |
| 23 tháng 3 năm 1968  | Nottingham Forest       | H   | 3 – 0       | Brennan, Burns, Herd       | 61,978            |
| 27 tháng 3 năm 1968  | Manchester City         | H   | 1 – 3       | Best                       | 63,004            |
| 30 tháng 3 năm 1968  | Stoke City              | A   | 4 – 2       | Aston, Best, Gowling, Ryan | 30,141            |
| 6 tháng 4 năm 1968   | Liverpool               | H   | 1 – 2       | Best                       | 63,059            |
| 12 tháng 4 năm 1968  | Fulham                  | A   | 4 – 0       | Best (2), Kidd, Law        | 40,152            |
| 13 tháng 4 năm 1968  | Southampton             | A   | 2 – 2       | Best, Charlton             | 30,079            |
| 15 tháng 4 năm 1968  | Fulham                  | H   | 3 – 0       | Aston, Best, Charlton      | 60,465            |
| 20 tháng 4 năm 1968  | Sheffield United        | H   | 1 – 0       | Law                        | 55,033            |
| 27 tháng 4 năm 1968  | West Bromwich Albion    | A   | 3 – 6       | Law (2), Kidd              | 43,412            |
| 4 tháng 5 năm 1968   | Newcastle United        | H   | 6 – 0       | Best (3), Kidd (2), Sadler | 59,976            |
| 11 tháng 5 năm 1968  | Sunderland              | H   | 1 – 2       | Best                       | 62,963            |

| # | Câu lạc bộ        | Tr | T  | H  | B  | Bt | Bb | Hs  | Điểm |
| - | ----------------- | -- | -- | -- | -- | -- | -- | --- | ---- |
| 1 | Manchester City   | 42 | 26 | 6  | 10 | 86 | 43 | +43 | 58   |
| 2 | Manchester United | 42 | 24 | 8  | 10 | 89 | 55 | +34 | 56   |
| 3 | Liverpool         | 42 | 22 | 11 | 9  | 71 | 40 | +31 | 55   |

## FA Cup
| Thời gian           | Vòng đấu       | Đối thủ           | H/A | Tỷ số Bt-Bb | Cầu thủ ghi bàn | Số lượng khán giả |
| ------------------- | -------------- | ----------------- | --- | ----------- | --------------- | ----------------- |
| 27 tháng 1 năm 1968 | Vòng 3         | Tottenham Hotspur | H   | 2 – 2       | Best, Charlton  | 63,500            |
| 31 tháng 1 năm 1968 | Vòng 3 Đấu lại | Tottenham Hotspur | A   | 0 – 1       |                 | 57,200            |

## European Cup
| Thời gian            | Vòng đấu              | Đối thủ       | H/N/A | Tỷ số Bt-Bb                | Cầu thủ ghi bàn              | Số lượng khán giả |
| -------------------- | --------------------- | ------------- | ----- | -------------------------- | ---------------------------- | ----------------- |
| 20 tháng 9 năm 1967  | Vòng đầu tiên Lượt đi | Hibernians    | H     | 4 – 0                      | Law (2), Sadler (2)          | 43,912            |
| 27 tháng 9 năm 1967  | Vòng đầu tiên Lượt về | Hibernians    | A     | 0 – 0                      |                              | 25,000            |
| 15 tháng 11 năm 1967 | Vòng 2 Lượt đi        | FK Sarajevo   | A     | 0 – 0                      |                              | 45,000            |
| 29 tháng 11 năm 1967 | Vòng 2 Lượt về        | FK Sarajevo   | H     | 2 – 1                      | Aston, Best                  | 62,801            |
| 27 tháng 2 năm 1968  | Tứ kết Lượt đi        | Górnik Zabrze | H     | 2 – 0                      | Kidd                         | 63,456            |
| 13 tháng 3 năm 1968  | Tứ kết Lượt về        | Górnik Zabrze | A     | 0 – 1                      |                              | 105,000           |
| 24 tháng 4 năm 1968  | Bán kết Lượt đi       | Real Madrid   | H     | 1 – 0                      | Best                         | 63,500            |
| 15 tháng 5 năm 1968  | Bán kết Lượt về       | Real Madrid   | A     | 3 – 3                      | Foulkes, Sadler, Zoco (o.g.) | 125,000           |
| 29 tháng 5 năm 1968  | Chung kết             | Benfica       | N     | 4 – 1 (Hiệp phụ (bóng đá)) | Charlton (2), Best, Kidd     | 100,000           |

## Thống kê mùa giải
| Vị trí | Tên cầu thủ      | League  | League       | FA Cup  | FA Cup       | European Cup | European Cup | Giải khác | Giải khác    | Tổng cộng | Tổng cộng    |
| Vị trí | Tên cầu thủ      | Số trận | Số bàn thắng | Số trận | Số bàn thắng | Số trận      | Số bàn thắng | Số trận   | Số bàn thắng | Số trận   | Số bàn thắng |
| ------ | ---------------- | ------- | ------------ | ------- | ------------ | ------------ | ------------ | --------- | ------------ | --------- | ------------ |
| GK     | Jimmy Rimmer     | 1       | 0            | 0       | 0            | 0            | 0            | 0         | 0            | 1         | 0            |
| GK     | Alex Stepney     | 41      | 0            | 2       | 0            | 9            | 0            | 1         | 0            | 53        | 0            |
| FB     | Shay Brennan     | 13      | 1            | 0       | 0            | 3            | 0            | 1         | 0            | 17        | 1            |
| FB     | Francis Burns    | 36      | 2            | 2       | 0            | 7            | 0            | 0         | 0            | 49        | 2            |
| FB     | Tony Dunne       | 37      | 1            | 2       | 0            | 9            | 0            | 1         | 0            | 49        | 1            |
| FB     | Frank Kopel      | 1(1)    | 0            | 0       | 0            | 0            | 0            | 0         | 0            | 1(1)      | 0            |
| HB     | Pat Crerand      | 41      | 1            | 2       | 0            | 9            | 0            | 1         | 0            | 53        | 1            |
| HB     | John Fitzpatrick | 14(3)   | 0            | 2       | 0            | 2            | 0            | 0         | 0            | 18(3)     | 0            |
| HB     | Bill Foulkes     | 24      | 1            | 0       | 0            | 6            | 1            | 1         | 0            | 31        | 2            |
| HB     | David Sadler     | 40(1)   | 3            | 2       | 0            | 9            | 3            | 0         | 0            | 51(1)     | 6            |
| HB     | Nobby Stiles     | 20      | 0            | 0       | 0            | 7            | 0            | 1         | 0            | 28        | 0            |
| FW     | John Aston, Jr.  | 34(3)   | 11           | 2       | 0            | 6            | 1            | 1         | 0            | 43(3)     | 11           |
| FW     | George Best      | 41      | 28           | 2       | 1            | 9            | 3            | 1         | 0            | 53        | 32           |
| FW     | Bobby Charlton   | 41      | 15           | 2       | 1            | 9            | 2            | 1         | 2            | 53        | 20           |
| FW     | Alan Gowling     | 4(1)    | 1            | 0       | 0            | 0            | 0            | 0         | 0            | 4(1)      | 1            |
| FW     | David Herd       | 6       | 1            | 1       | 0            | 1            | 0            | 0         | 0            | 8         | 1            |
| FW     | Brian Kidd       | 38      | 15           | 2       | 0            | 9            | 2            | 1         | 0            | 50        | 17           |
| FW     | Denis Law        | 23      | 7            | 1       | 0            | 3            | 2            | 1         | 1            | 28        | 10           |
| FW     | Jimmy Ryan       | 7(1)    | 2            | 0       | 0            | 1            | 0            | 0         | 0            | 8(1)      | 2            |
| –      | Bàn thắng riêng  | –       | 1            | –       | 0            | –            | 2            | –         | 0            | –         | 3            |